# Булыгино (Саратовская область)
Булыгино — деревня в Аткарском районе Саратовской области России. Входит в состав Большеекатериновского муниципального образования.

## География
Деревня находится в северной части района, в пределах Приволжской возвышенности, в степной зоне, к западу от реки Бакурки, на расстоянии примерно 31 километра (по прямой) к северо-северо-западу (NNW) от города Аткарска. Абсолютная высота — 187 метров над уровнем моря.
Климат
Климат характеризуется как умеренно континентальный с холодной малоснежной зимой и жарким сухим летом. Средняя многолетняя температура самого холодного месяца (января) составляет −12,3°С, температура самого тёплого (июля) 21,1°С. Среднегодовое количество атмосферных осадков — 400 мм.
Часовой пояс
Деревня Булыгино, как и вся Саратовская область, находится в часовой зоне МСК+1. Смещение применяемого времени относительно UTC составляет +4:00.

## Население
| 2010 |
| ---- |
| 2    |

Гендерный состав
По данным Всероссийской переписи населения 2010 года в гендерной структуре населения мужчины составляли 50 %, женщины — соответственно также 50 %.
Национальный состав
Согласно результатам переписи 2002 года, в национальной структуре населения русские составляли 64 % из 30 чел.

## Улицы
Уличная сеть деревни состоит одной улицы (ул. Дачная).